# Stictolampra mjoebergi
Stictolampra mjoebergi är en kackerlacksart som först beskrevs av Hanitsch 1925.  Stictolampra mjoebergi ingår i släktet Stictolampra och familjen jättekackerlackor. Inga underarter finns listade i Catalogue of Life.